# اوفک-۷

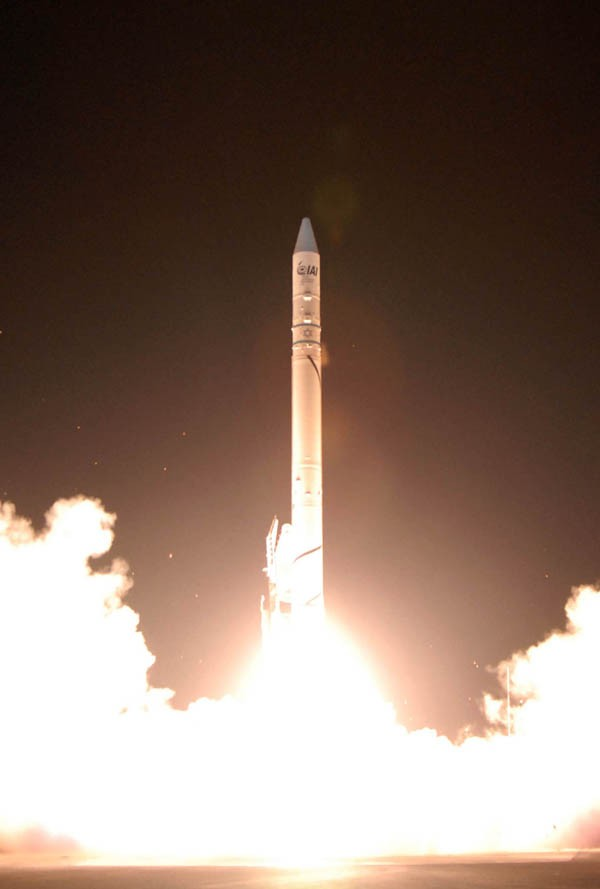

اوفک-۷ (در عبری: אופק ۷ - معنای فارسی: افق-۷) نام هفتمین نسل از ماهواره‌های اطلاعاتی نیروهای دفاعی اسرائیل به نام اوفک است که توسط سازمان تحقیقات فضائی اسرائیل در تاریخ ۱۱ ژوئن ۲۰۰۷ میلادی (۲۱ خرداد ۱۳۸۶ خورشیدی) برای جاسوسی نظامی از کشورهایی چون ایران و سوریه و با قابلیت عکس برداری در تمام نقاط منطقه خاورمیانه، از پایگاه هوایی پالماخیم که در ده کیلومتری جنوب تل‌آویو قرار دارد، با موفقیت به فضا پرتاب شد.
مقامات اسرائیلی معتقد هستند که این ماهواره جاسوسی باعث افزایش توانایی‌های نظامی ارتش اسرائیل و مورد استفاده استراتژیک درصورت حمله اسرائیل به مراکز اتمی ایران خواهد بود.

## ماهواره‌های اوفک
ماهواره جاسوسی اوفک-۷ قرار است جایگزین ماهواره جاسوسی اوفک-۵ شود. اوفک-۶ پس از پرتاب در سال ۲۰۰۴ به دریای مدیترانه سقوط کرد.

## اوفک-۷
هزینه ساخت اوفک-۷ اعلام نشده و جزو اسرار محرمانه دولت اسرائیل تلقی می‌شود. این ماهواره جاسوسی ۳۰۰ کیلوگرم وزن دارد. رادیو ارتش اسرائیل از قول مقامات اطلاعاتی ارتش اسرائیل اعلام کرده که دوربینهای عکسبرداری ماهواره اوفک-۷ قادر خواهند بود تا اشیایی به اندازه ۷۰ سانتی متر را از سطح زمین شناسائی و عکسبرداری کنند.
عمر این ماهواره جاسوسی حدود چهار سال پیش بینی شده است. هرچند که اسرائیل اعلام کرده که هر دو سال و نیم یکبار ماهواره جاسوسی جدیدی به فضا پرتاب خواهد کرد.

## درخواست ترکیه برای خرید ماهواره اوفک ۷
در سفری که رئیس جمهور اسرائیل در ماه نوامبر ۲۰۰۷ میلادی به ترکیه داشت، برخی منابع اعلام کردند که ترکیه قصد خرید موشک‌های ضدموشک بالستیک ختس و ماهواره جاسوسی اوفک (افق) از اسرائیل را دارد.